# Domenico Jorio
Domenico Jorio, italijanski rimskokatoliški duhovnik in kardinal, * 7. oktober 1867, Villa San Stefano, † 21. oktober 1954.

## Življenjepis
17. septembra 1891 je prejel duhovniško posvečenje. 5. januarja 1928 je postal tajnik Kongregacije za disciplino zakramentov.
16. decembra 1936 je bil povzdignjen v kardinala in imenovan za kardinal-diakona S. Apollinare alle Terme Neroniane-Alessandrine.
20. decembra 1935 je postal prefekt Kongregacije za disciplino zakramentov.
18. februarja 1946 je postal kardinal-škof S. Apollinare alle Terme Neroniane-Alessandrine.